# Николай Лазарев
Николай Василиевич Лазарев е съветски токсиколог и фармаколог, основател на Ленинградската школа по токсикология.

## Биография
Николай Лазарев е роден през 1895 г. в Царское село (дн. Пушкин). През 1925 г. завършва Киевския медицински институт, след което работи там в катедрата по патология. Единадесет години по-късно защитава докторска дисертация по медицина, а през 1938 г. става професор. От 1938 г. ръководи катедрата по фармакология в Научноизследователския химико-фармацевтичен институт в Ленинград. През 1941 г. работи като началник на катедрата по фармакология във Военномедицинската академия, която от 1956 г. носи името на Сергей Киров. От 1959 г. Лазарев е ръководител на лабораторията по експериментална онкология към Института по онкология на Академията на медицинските науки на СССР. През 1965 г. е избран за почетен член на Чехословашкото медицинско научно дружество на името на Ян Пуркине. След две години е удостоен със званието заслужил деятел на науката на РСФСР. Николай Лазарев е член на професионални организации, член е на редакционната колегия на няколко списания и е редактор на редакционния отдел „Фармакология“ във второто издание на Голямата медицинска енциклопедия. Награден е с орден „Червено знаме на труда“, орден „Червена звезда“ и медали.
Николай Лазарев е автор на 323 научни труда, включително 16 монографии. Теоретично обосновава и експериментално доказва наркотичния ефект на някои инертни газове. Той е един от основоположниците на съветската индустриална токсикология. Участва в създаването на редица лекарства. През 1947 г. въвежда термина адаптоген.
Умира през 1974 г. в Ленинград.